# Midway, Ohio
Midway, även Sedalia, är en ort (village) i Madison County i Ohio. Vid 2010 års folkräkning hade Midway 322 invånare.

## Kända personer från Midway
- William V. Allen, politiker